# Тукаївська сільська рада
Тука́ївська сільська рада (рос. Тукаевский сельский совет) — сільське поселення у складі Александровського району Оренбурзької області Росії.
Адміністративний центр — село Тукай.

## Населення
Населення — 567 осіб (2019; 656 в 2010, 849 у 2002).

## Склад
До складу сільської ради входять:
| Населений пункт | Населення, осіб (2002) | Населення, осіб (2010) |
| --------------- | ---------------------- | ---------------------- |
| Тукай, село     | 692                    | 581                    |
| Южний, селище   | 157                    | 75                     |